# Rie Mastenbroek
Hendrika Wilhelmina Mastenbroek dite Rie Mastenbroek (née le 26 février 1919 à Rotterdam, morte le 6 novembre 2003 à Rotterdam) était une nageuse néerlandaise spécialiste des épreuves en nage libre et dos crawlé. Triple championne olympique en 1936, elle est la première femme quadruple médaillée lors de mêmes Jeux olympiques. Elle fut par ailleurs détentrice de trois records du monde en grand bassin sur 100 et 200 m dos au milieu des années 1930.
Entraînée par « Ma » Braun, elle remporte trois médailles aux championnats d'Europe en 1934. Lors des Jeux olympiques de Berlin, alors qu'elle n'a que 17 ans, la Néerlandaise est la reine des compétitions de natation, remportant trois titres olympiques. Médaillée d'or de l'épreuve du 100 m nage libre, elle récidive dans celle du 400 m nage libre. La nageuse batave remporte une troisième médaille d'or avec le relais néerlandais vainqueur devant le relais allemand dans l'épreuve du 4 × 100 m nage libre. Elle rate cependant de peu une quatrième médaille d'or, échouant à trois dixièmes de sa compatriote Nida Senff lors de la finale du 100 m dos. Elle devient néanmoins la première sportive à remporter quatre médailles au cours de mêmes Jeux olympiques.
En 1968, elle entre au musée sportif de l'International Swimming Hall of Fame.

## Palmarès

### Jeux olympiques
- Jeux olympiques de 1936 à Berlin (Allemagne) :
  -  Médaille d'or du 100 m nage libre (1 min 5,9 s en finale).
  -  Médaille d'or du 400 m nage libre (5 min 26,4 s en finale).
  -  Médaille d'or avec le relais néerlandais 4 × 100 m 4 nages (4 min 36s en finale).
  -  Médaille d'argent du 100 m dos (1 min 19,2 s en finale).

### Championnats d'Europe
- 1934 à Magdebourg : triple médaillée d'or (100 m dos, 400 m nage libre, relais 4 × 100 m nage libre), médaillée d'argent sur 100 m nage libre.

## Records
2 records du monde en grand bassin sur 100 m dos :
- 1 min 16,8 s (25 novembre 1934 à Düsseldorf - battu le 15 janvier 1935).
- 1 min 15,8 s (27 février 1936 à Amsterdam - battu le 8 septembre 1936).

1 record du monde en grand bassin sur 200 m dos :
- 2 min 49,6 s (20 janvier 1935 à Amsterdam - battu le 3 mars 1936).